# Esma'ili-je Olja (Ilam)
Esma'ili-je Olja (perski: اسماعيلي عليا) – wieś w Iranie, w ostanie Ilam. W 2006 roku miejscowość liczyła 110 mieszkańców w 19 rodzinach.